# Xavier Vallat

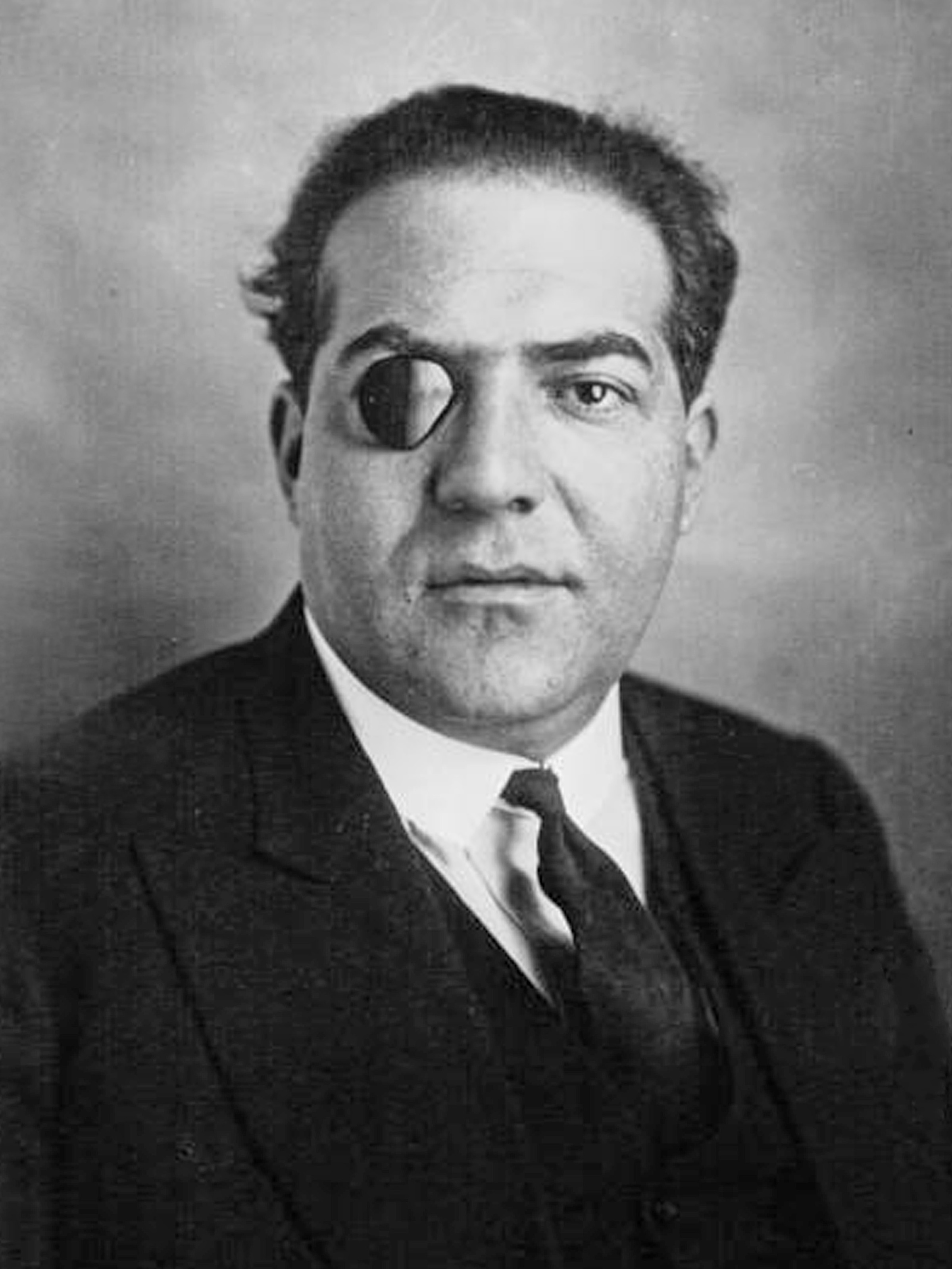
Xavier Vallat

Xavier Vallat (Villedieu (Vaucluse) 7 juli 1891 – Annonay (Ardèche), 6 januari 1972) was een Franse politicus en commissaris-generaal bij de Commissariat général aux questions juives.

## Biografie

### Jonge jaren
In zijn jeugd was Vallat actief in katholieke organisaties en werd lid van de monarchistische Action Française. Hij werd leraar op katholieke scholen, voordat hij bij het Franse leger ging. Tijdens de Eerste Wereldoorlog raakte hij diverse keren gewond en verloor zijn linkerbeen en rechteroog. In 1919 werd hij voor het departement Ardèche gekozen in de Kamer van afgevaardigden als onafhankelijk lid. Hij werd in 1924 verslagen en in 1928 herkozen als lid van de Nationale Vergadering en bleef lid tot 1940.
In de jaren dertig was Vallat een van de leidende figuren van de katholieke, antisemitische, extreemrechtse politiek in Frankrijk. Hij was antiprotestant en antivrijmetselarij en beweerde dat joden, protestanten en vrijmetselaars allen een bedreiging waren voor het katholieke Frankrijk. Hij was extreem tegen liberalisme, socialisme en communisme.

### Vichy Frankrijk
Na de Duitse bezetting van Frankrijk in juni 1940 werd Vallat aanhanger van Vichy-Frankrijk. In maart 1941 werd hij benoemd als hoofd van het Commissariaat-Generaal voor het Joodse Vraagstuk, dat de anti-Joodse wetten moest uitvoeren. Vallat overzag de arianisering van de Franse economie, onderwijs, ambtenaren en beroepen en dwong af dat joden zich bij de politie moesten registreren. Ondanks dat Vallat een antisemiet was, was hij ook een Franse patriot. Hij werd bijzonder boos over de weigering van de Duitsers om het bezettingsregime te verzachten ondanks Vichy's medewerking en over de Duitse weigering om een miljoen krijgsgevangenen vrij te laten. Op voordracht van Otto Abetz, Duits ambassadeur in Frankrijk, ontsloeg Philippe Pétain in mei 1942 Vallat. Hij werd als hoofd van het Commissariaat-Generaal voor het Joodse Vraagstuk opgevolgd door Louis Darquier de Pellepoix.
Vallat bleef een aanhanger van de politiek van Vichy. In juni 1944 na D-Day werd hij benoemd tot hoofd van Vichy Radio. Hij volgde daar Philippe Henriot op die vermoord werd door het Franse verzet. Hij zond antisemitische tirades uit tot augustus 1944, toen de geallieerden Vichy bezetten.

### Na de oorlog
Tijdens zijn proces bij het Hooggerechtshof in december 1947 bleef Vallat een antisemiet. Zo wilde hij dat een van de rechters, Maurice Kriegel-Valrimont, werd vervangen omdat hij een jood was. Hij ontkende dat hij direct verantwoordelijk was voor de deportatie van de Franse joden en beweerde dat zijn politiek juist meer dan de helft van joden had gered van deportaties. Hij verklaarde verder dat anti-Joodse wetten van Vichy op Duitse orders waren gebaseerd. Vallat werd veroordeeld tot tien jaar gevangenisstraf. In 1949 werd Vallat voorwaardelijk vrijgelaten en kreeg in 1954 amnestie. Van 1962 tot 1966 was hij de redacteur van de extreemrechtse krant Aspects de la France.
- Bibsys: 10068177
- Bibliothèque nationale de France: cb119274947 (data)
- Gemeinsame Normdatei: 119505592
- International Standard Name Identifier: 0000 0000 8343 4621
- Library of Congress Control Number: n87152995
- Nationale Bibliotheek van Israël: 987007269334505171
- Nederlandse Thesaurus van Auteursnamen: 071388818
- SNAC: w6bd98n9
- Système universitaire de documentation: 02717476X
- Trove: 888626
- Virtual International Authority File: 49232517
- WorldCat: E39PBJtMhtxtKGcBghJ9b3ChHC